# James Bannatyne
James Bannatyne, född 30 juni 1975, är en nyzeeländsk före detta fotbollsmålvakt som spelade för Team Wellington innan han slutade. Han representerade Nya Zeeland på landslagsnivå, oftast som backup till Glen Moss och Mark Paston. 
Bannatyne gjorde sin landslagsdebut i en 2–0-vinst över Cooköarna den 18 juni 2001.
Den 10 maj 2010 meddelades det att Bannatyne blivit uttagen i Nya Zeelands slutgiltiga 23-manstrupp som skulle delta i VM i fotboll 2010. Han slutade med fotboll efter VM.